# Acidente do Embraer EMB-110 Bandeirante prefixo PP-SBC em 1984
Em 28 de junho de 1984, um Embraer EMB-110 Bandeirante operado pela TAM Linhas Aéreas caiu no Brasil com dezoito pessoas a bordo. Não houve sobreviventes.

## Acidente
O Embraer EMB-110 Bandeirante, com prefixo PP-SBC, operado pela companhia aérea brasileira TAM Linhas Aéreas, bateu em uma encosta em Casimiro de Abreu.
O Bandeirante estava em um voo doméstico fretado do Rio de Janeiro-Galeão para Macaé quando voou para o Morro de São João enquanto descia sob chuva e nuvens sobre o Município de Casimiro de Abreu. Todos os 16 passageiros e dois tripulantes morreram.

## Aeronave
A aeronave havia sido fretada pela Petrobras. Quatorze passageiros eram membros de equipes de televisão de quatro diferentes redes brasileiras, que estavam sendo levados ao campo de petróleo da Bacia de Campos para preparar uma reportagem especial; os outros dois passageiros eram funcionários da Petrobras.

## Causas
A tripulação cancelou o plano de voo da aeronave, que havia especificado a operação de acordo com as regras de voo por instrumentos, e desceu visualmente (de acordo com as regras de voo visual); a aeronave bateu em uma colina e foi destruída pelo impacto e incêndio subsequente.

## Investigação
A tripulação havia tentado descer com mau tempo, chuva e nuvens baixas; e o Resumo de Acidente da Autoridade de Aviação Civil Internacional declara que [a tripulação] não teve bom senso [e] não conseguiu ver e evitar objetos, [uma] abordagem mal planejada e o desrespeito às boas práticas operacionais foram fatores.